# Lédas-et-Penthiès

Lédas-et-Penthiès este o comună în departamentul Tarn din sudul Franței. În 2009 avea o populație de 163 de locuitori.

## Evoluția populației
| An        | 1975 | 1982 | 1990 | 1999 | 2006 | 2009 |
| --------- | ---- | ---- | ---- | ---- | ---- | ---- |
| Populație | 243  | 198  | 168  | 169  | 166  | 163  |